# Baguim do Monte
Baguim do Monte es una freguesia portuguesa del municipio de Gondomar, con 5,43 km² de área y 13 943 habitantes (2001). Densidad de población: 2567,8 hab/km². Pertenece a la ciudad de Río Tinto.
- Datos: Q800162
- Multimedia: Baguim do Monte / Q800162